# 재생 (생물학)

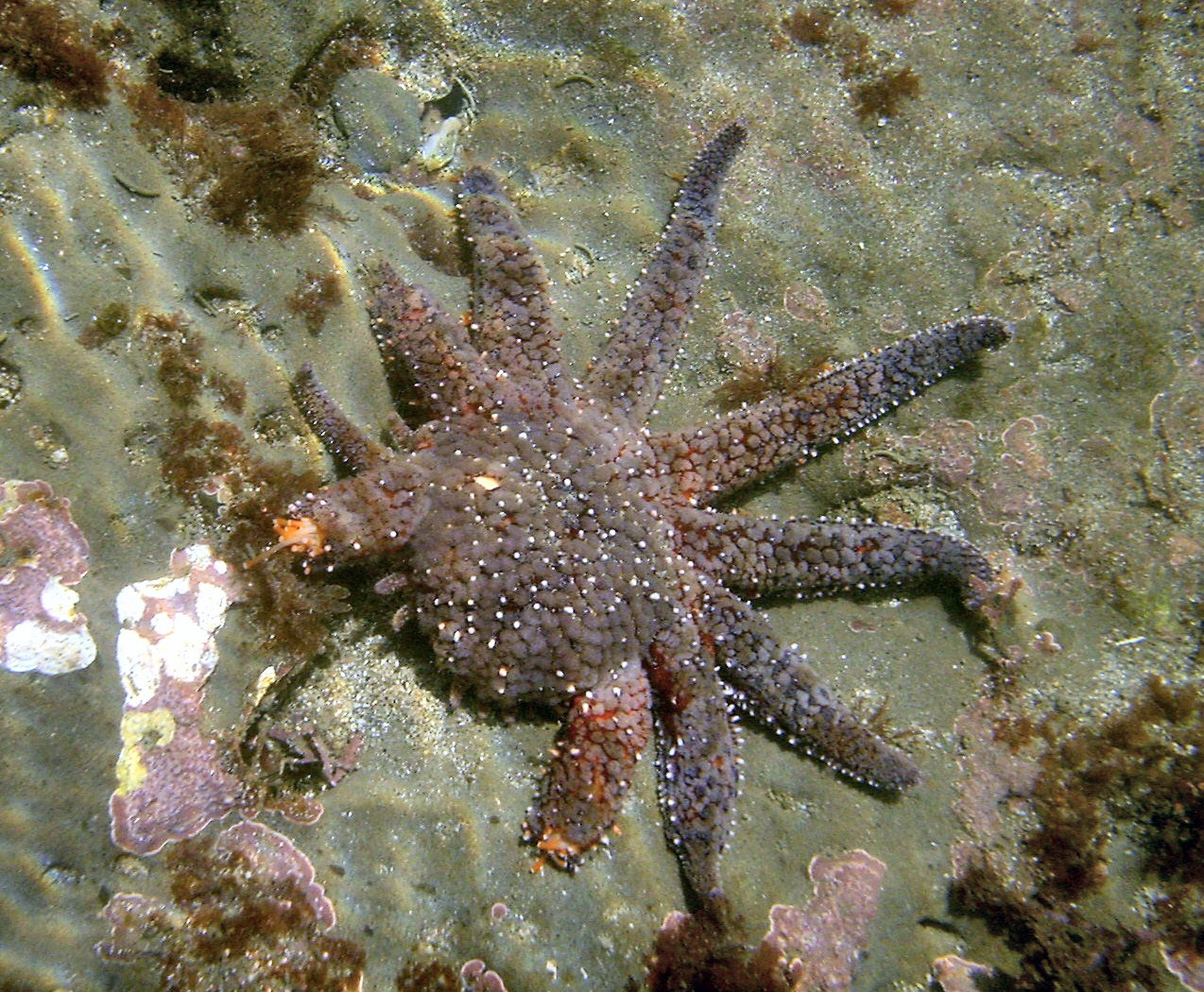
절단된 팔을 재생하는 해바라기 불가사리

재생(再生)은 생물학에서 새로 만들어지고 복원되고 성장하는 과정을 일컫는다. 재생 과정은 유전체, 세포, 개체, 생태계가 자연의 변화나 손상과 교란을 일으키는 사건들에 잘 견딜 수 있게 만든다. 박테리아에서부터 사람까지 생물의 모든 종들은 재생하는 능력이 있다. 재생은 새로 생성된 조직이 잃어버린 조직과 같은 특성을 보이는 “완전 재생”과 사멸한 조직이 섬유화를 보이는 “불완전 재생"으로 나뉜다. 가장 기저의 수준에서, 재생은 유전자 조절이라는 분자적인 방법을 통해 이루어진다. 하지만 생물학에서 재생은 주로 형태발생적 과정을 의미한다. 형태발생적 과정은 형질의 표현형적 가소성의 특징을 갖는데, 여기서 형질의 표현형적 가소성은 다세포의 개체들이 그들의 형태적, 생리적 특징들을 완전하게 유지하고 수리할 수 있음을 의미한다. 유전자적 수준에서, 재생은 근본적으로 체세포적 절차에 의해서 조절된다. 재생은 세포의 역분화, 교차분화, 재분화의 과정을 수반한다. 배아가 발생하는 현상과 비슷한 점이 있기 때문에 재생은 발생생물학에서 연구의 대상이 되기도 한다. 하지만 재생은 번식과 다르다. 예를 들어 히드라는 재생능력이 있지만 발아를 통해 번식을 한다.
히드라와 편형동물인 플라나리아는 높은 재생적응능력을 가지기 때문에 긴 시간 동안 모델 동물로서 사용되었다. 상처를 입었을 때, 이 두 동물의 세포들은 활성화되고 기관은 상처를 입기 전의 상태로 복원한다. 꼬리 달린 양서류의 한 목인 도롱뇽목(유미목: 도룡뇽, 영원)은 수족, 꼬리, 턱, 눈을 포함해 다양한 체내기관을 재생할 수 있는 능력이 있는 것을 고려하면, 척추동물 중에서 가장 재생이 잘 일어나는 동물일 것이다. 기관의 재생은 동물계에서 일반적이고 많이 관찰되는 적응능력이다. 같은 맥락으로, 일부 동물들은 분절증식, 출아법, 분열법을 통해서 무성생식을 할 수 있다. 예를 들어 플라나리아의 모체는 모체의 클론 두 개를 만들기 위해서 몸 중간을 쪼개서 반으로 나누는데, 이 두 몸 조각들이 각각 새로운 개체를 만든다.

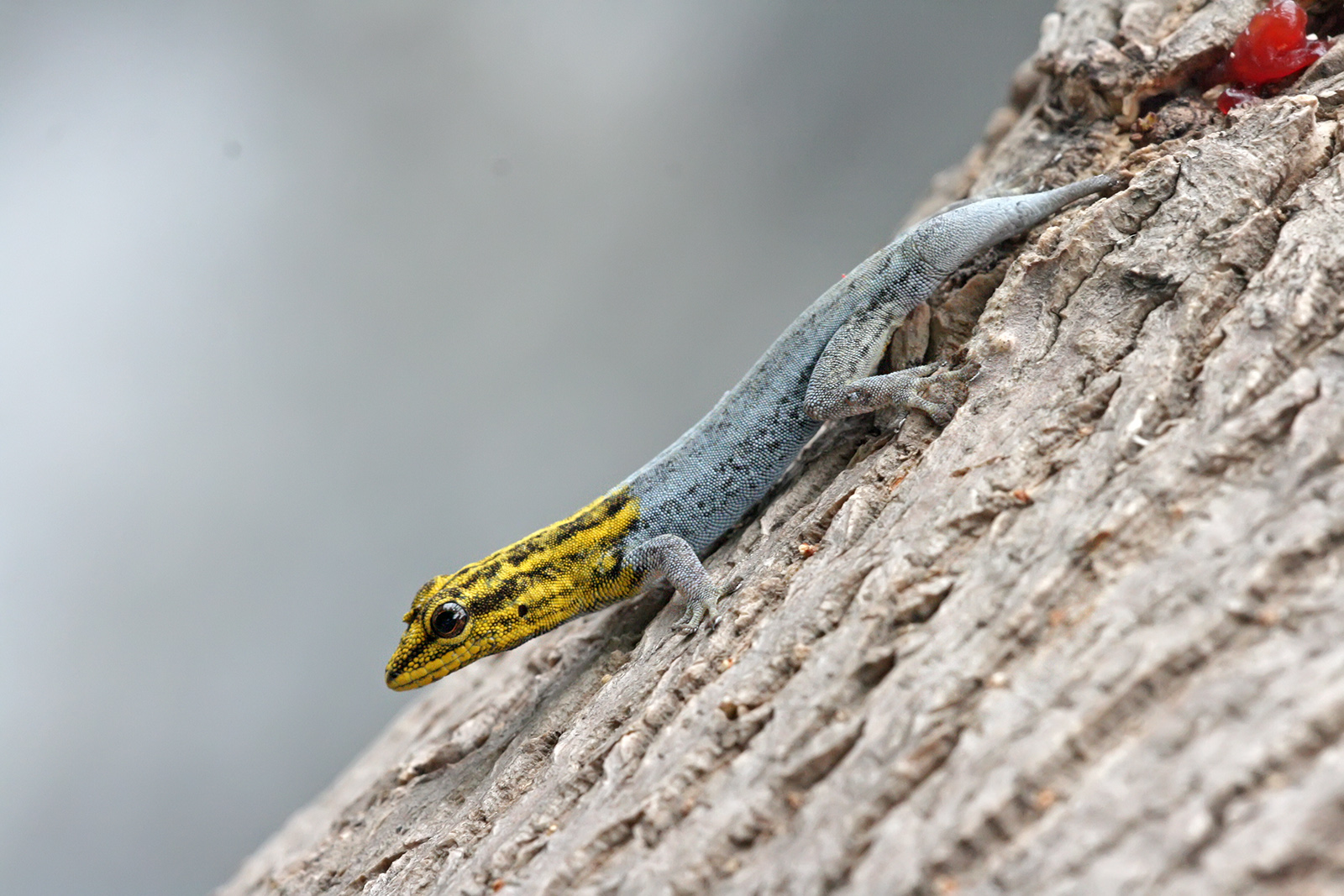
재생하고 있는 노란머리난쟁이게코의 꼬리

극피동물, 가재, 많은 파충류, 양서류는 놀라운 조직 재생을 한다. 예를 들어, 자절은 방어를 위한 기능으로 포식자에게 잡히는 것을 피하기 위해 자신의 수족이나 꼬리를 절단하는 현상이다. 수족나 꼬리가 잘린 뒤에, 세포들이 움직이고 활성화되어 조직이 재생한다. 어떤 경우에는 잘려나간 수족이 새로운 개체로 재생하기도 한다. 수족의 제한적인 재생은 대부분의 물고기와 도룡뇽에서 일어나고, 꼬리 재생은 개구리와 두꺼비의 유생 시기에 일어나지만 성체에서는 일어나지 않는다. 도룡뇽이나 빛영원의 전체 수족은 수십 번의 절단에도 자라난다. 파충류에서 거북, 악어, 뱀은 절단된 신체 부분들을 재생할 수 없지만, 많은 종류의 도마뱀, 게코, 이구아나들은 높은 재생능력을 가지고 있다. 일반적으로 꼬리의 절단 부분을 떨어뜨리고 이를 다시 재생시키는 것은 방어기작의 일부이다. 포식자에게 도망칠 때, 만약 포식자가 꼬리를 붙잡으면, 꼬리는 끊어진다.
수족재생을 종종 수반하는 생물학적 과정은 자절이라고 알려져있다.

## 생태계
생태계는 재생할 수 있다. 숲에서 화재나 페스트의 창궐 같은 교란에 따라 개척종들이 그 자리를 차지하고, 경쟁하여 새로운 열린 서식지를 만들 것이다. 새로운 종자들의 성장과 조립규칙의 진행은 생태계의 재생으로 알려져 있다.

## 세포 분자적 기초
동물의 형태발생에서 패턴의 형성은 세포의 손상이 생긴 뒤에 세포를 작동시키는 유전발현인자들로 조절된다. 예를 들어 신경세포는 GAP-43, 튜불린, 액틴, 신경단백질, 사이토카인과 같은 성장관련 단백질을 발현하여 손상받은 부위를 재생하기 위해 세포 생리학적 반응을 유도한다. 조직의 발생과 관련된 많은 유전자들은 재생 과정 중에 다시 발현한다. 예를 들어 제브라피쉬 지느러미의 원기에 있는 세포들은 호메오박스 msx family에서 유래한 네 개의 유전자들을 발생과정과 재생과정중에 발현한다.

## 조직
“이전에 존재하던 조직의 재배열, 성체 체세포성 줄기세포의 사용, 세포의 역분화나 교차분화와 같은 전략들은 같은 동물의 서로 다른 조직에서 시행될 수 있다. 이러한 모든 전략들을 통해 결과적으로 조직의 극성 구조, 형태를 적절하게 재배치한다.” 발생과정 중, 유전자들은 활성화되어 세포들이 다른 조직들로 분화함에 따라 세포의 특성을 조작하는데 기여한다. 발생과 재생은 세포의 무리의 정합과 편성을 통한 블라스테마의 형성을 필요로 한다. 블라스테마는 재생이 시작되는 줄기세포의 무더기를 의미한다. 세포들의 역분화는 세포들이 재생과정 중의 조직 재구성을 함에 따라 세포가 갖고있던 조직 특이적인 특성들을 잃게 되는 것을 의미한다. 이 현상은 교차분화와 혼동되어서는 안된다. 교차분화는 재생과정 동안 세포가 갖고있던 조직 특이적인 특성들을 잃고, 그 후 재분화하여 다른 종류의 세포가 되는 것을 포함하는 현상이다.

## 동물에서의 재생

### 자포동물문

#### 히드라과

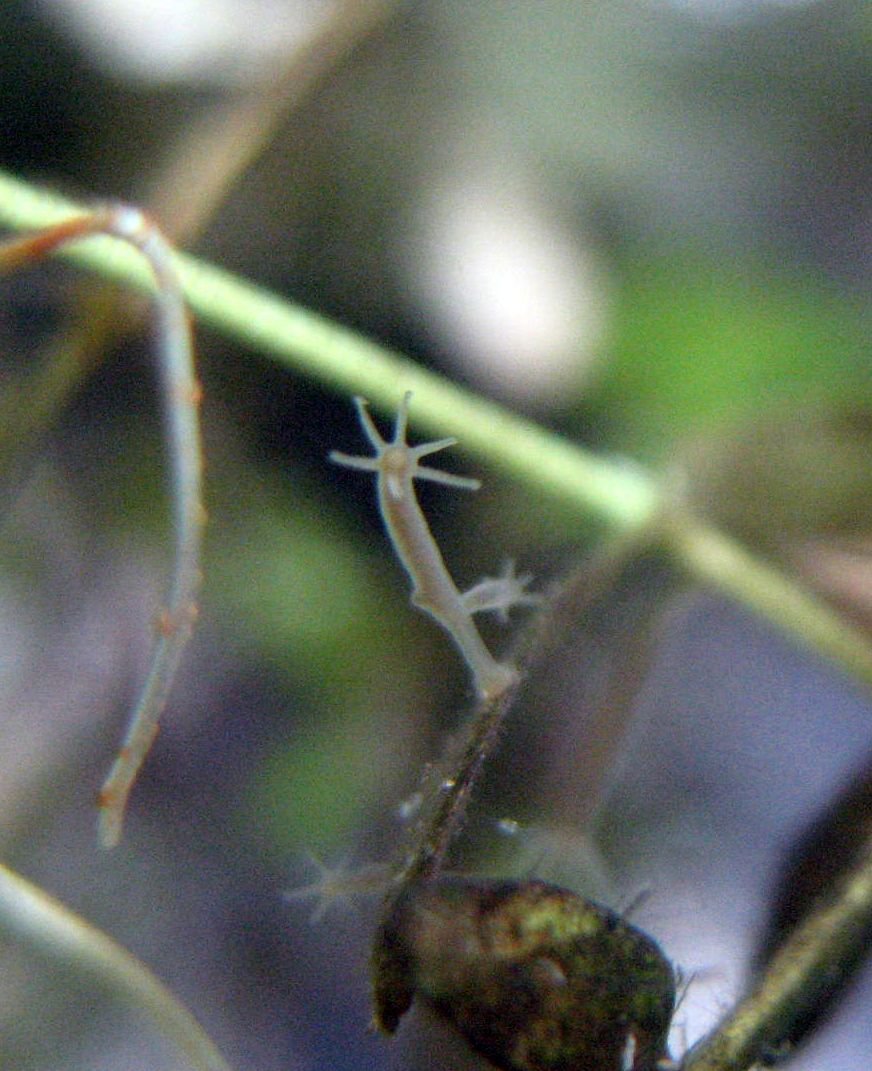
완전재생을 할 수 있는 히드라

히드라는 활발히 분열하는 줄기세포를 통해 완전재생을 할 수 있는 자포동물문 민물 폴립이다. 몸에서 떨어져 나온 몇 백개의 상피세포보다 큰 조각들은 좀 더 작은 개체로 재생할 수 있는 능력을 가지고 있다. 히드라내의 높은 비율의 줄기세포들은 효율적인 재생능력을 가지는 증거가 된다.
히드라에서의 재생은 바닥 부분의 몸에서 시작되는 발 재생과 첨단 부분에서 시작되는 머리재생으로 일어난다. 소화기관에서 떨어져나온 재생 조직은 극성을 가지고 있는데, 이 극성으로 첨단 끝에서의 머리 재생과 바닥 끝에서의 발 재생이 구분이 되고, 두 부분이 새로운 재생된 개체를 만든다. 머리 재생은 재생부위의 복잡한 재건을 필요로 하는 반면, 발 재생은 조직 수리와 비슷하게 비교적 단순하다. 하지만 머리와 발 재생 모두에서 상처난 조직에서 발생하는 두 개의 구별되는 분자적 캐스케이드가 있다. 두 분자적 캐스케이드에는 초기 부상 반응과 이어지는 신호로 유도되는 재생 조직의 경로(이 경로를 통해 세포분화가 일어남)가 있다. 이 초기 부상 반응은 상처 봉합을 위한 상피세포의 이완, 틈새 전구체가 상처부위로 이동, 세포사멸, 세포 파편들에 대한 식세포작용, 세포외기질의 재건을 포함한다.

히드라에서의 재생은 세포분열 없이 존재하는 재료의 재구성을 통해서 일어나는 재생인 재구성적 재생으로 정의된다. 만약 히드라가 두 조각이 나면 남은 잘린 조각들은 두 개의 완전히 기능을 하는 얼추 비슷한 크기의 작은 독립적인 히드라가 형성된다. 이는 새로운 재료의 생성 없이 부드러운 조직의 재배열과 교환을 통해서 일어난다.

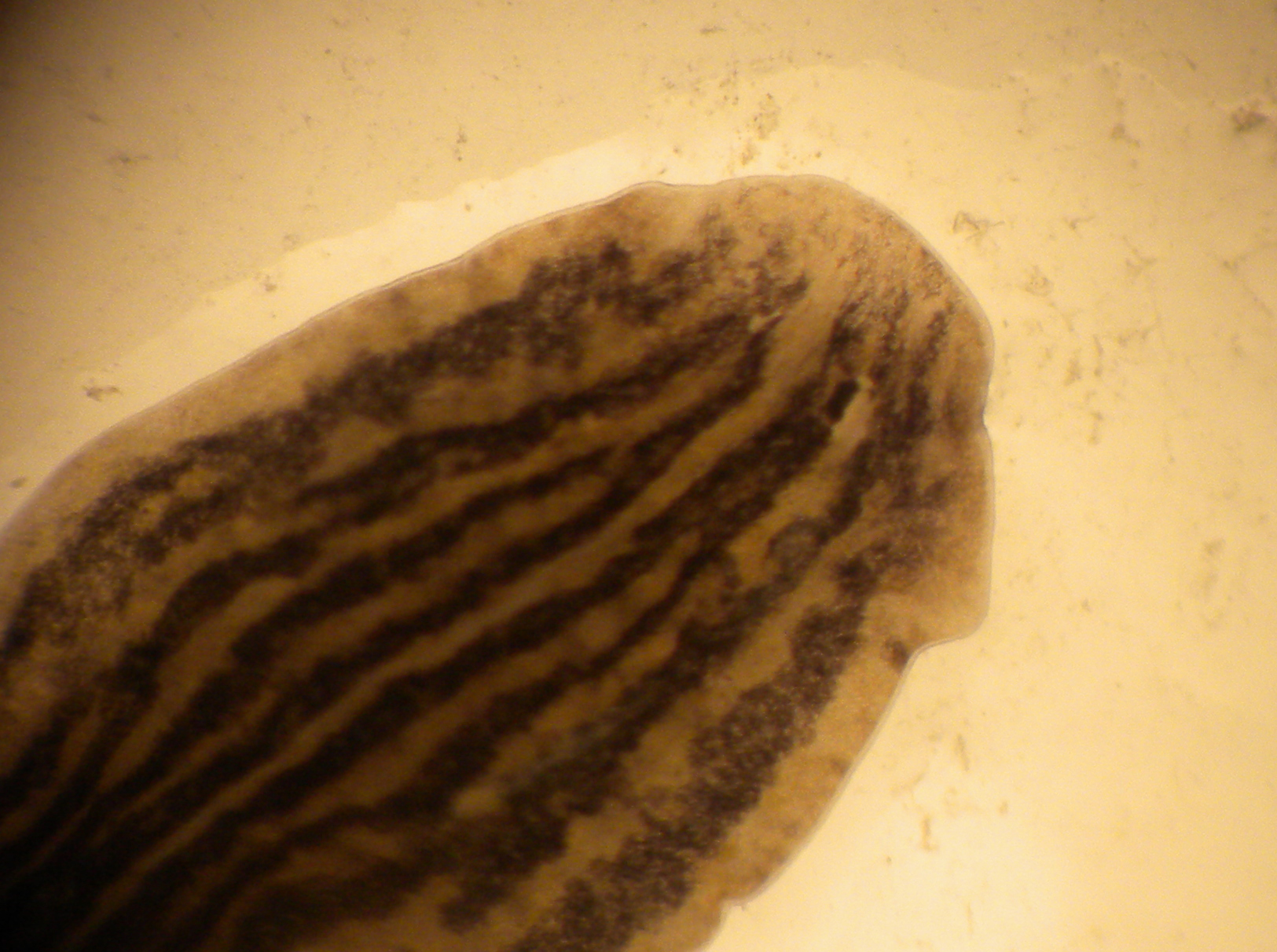
재생하고 있는 플라나리아

### 편형동물문

#### 플라나리아과
플라나리아를 이용한 재생연구는 1800년대 후반에 시작되었고, 20세기에 모건에 의해 유명해졌다. 알레한드로 산체스-일바라도와 필립 뉴마크는 20세기 초에 플라나리아의 재생의 기작을 연구하기 위해 플라나리아를 유전적 모델 동물로 변형시켰다. 플라나리아는 잃어버린 몸의 일부를 재생시키는 특별한 재생능력을 보인다. 예를 들어, 플라나리아는 종이나 횡의 절단으로 새로운 두 개체가 만들어진다. 한 실험에서 모건은 플라나리아의 몸의 1/279의 조각 혹은 10,000개도 안되는 세포를 가진 조각도 성공적으로 재생하여 새로운 플라나리아를 1-2주 내로 만든다는 것을 발견했다. 절단 이후, 그루터기 세포들은 플라나리아 전체적으로 발견되는 네오블라스트나 만능성 세포로 이루어진 블라스테마를 형성한다. 새로운 조직은 플라나리아의 전체 세포의 20-30%사이의 세포를 구성하는 네오블라스트에서 자라난다. 최근 연구에서 재생을 할 수 없는 플라나리아에서 하나의 네오블라스트 세포를 이용해 재생능을 회복시킨 실험으로 네오블라스트가 전분화능을 가지고 있다고 확인되었다. 굶주림을 방지하기 위해서 플라나리아는 자신의 세포를 에너지로 사용하는데, 이런 현상은 역성장이라고 알려져있다.

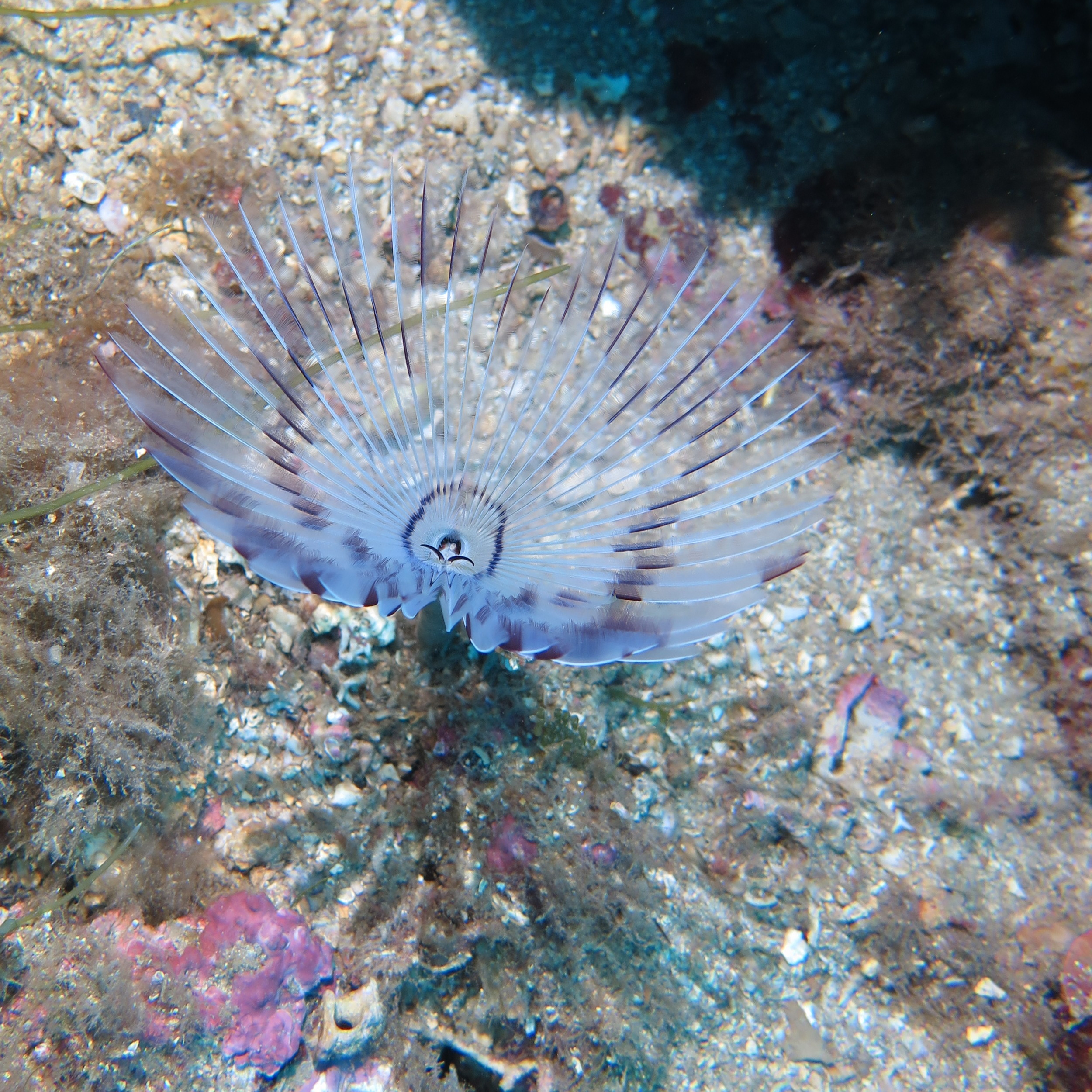
다모류인 Sabella pavonina

### 환형동물문
많은 환형동물은 재생을 할 수 있다. 예를 들어, Chaetopterus variopedatus와 Branchiomma nigromaculata는 횡단면으로 절단했을 때 몸의 앞부분과 뒷부분을 재생할 수 있다. 환형동물인 Capitella teleta에서 체세포성 줄기세포와 생식세포계열 줄기세포의 재생의 관계가 분자적 수준에서 연구되어 왔다. 하지만 거머리는 절단 후 재생을 못하는 것으로 알려져있다. 게다가, 거머리와 친척인 가재 흡충도 절단 후 재생을 못한다. 하지만, 실지렁이붙이와 같은 특정 개체는 몇 개의 분절을 재생할 수 있다. 이런 동물에서 분절의 재생은 형태발생적이고 블라스테마의 형성을 통해 일어난다. 분절의 재생하는 형질은 환형동물의 진화 과정 중에 획득되기도 하고 소실되기도 했다. 지렁이과의 진화 과정에서 볼 수 있듯 머리를 재생하는 형질은 3번 소실되었다.
형태발생과 함께, Sabella pavonina 같은 일부 다모류들은 재구성적 재생을 경험한다. 재구성적 재생은 세포들이 재생을 위해 역분화, 변형, 재분화과정을 거친다. 재구성적 재생이 지렁이과에서 얼마나 빈번한지는 아직 충분히 이해되지 않았다. 상대적으로 적게 보고되어 있지만, 재구성적 재생은 환형동물에서 일반적으로 일어나는 분절간 재생 기작이다. L. variegatus의 재생에 따라서, 이따금 이전에 뒷 분절이었던 부분이 새 몸에서는 앞부분이 되는데, 이는 재구성적 재생이 일어나는 현상이다.
절단에 따라서, 대부분의 환형동물은 빠른 근육수축을 통해서 그들의 몸을 메울 수 있다. 체근육의 수축은 감염을 예방한다. Limnodrilus와 같은 특정 종에서는 외배엽과 중배엽 조직에서 자기소화가 절단 한시간 이후에 관찰된다. 절단은 마찬가지로 상처부위로 세포의 거대한 이동을 야기하고, 이 세포들이 상처플러그를 형성한다고 생각된다.

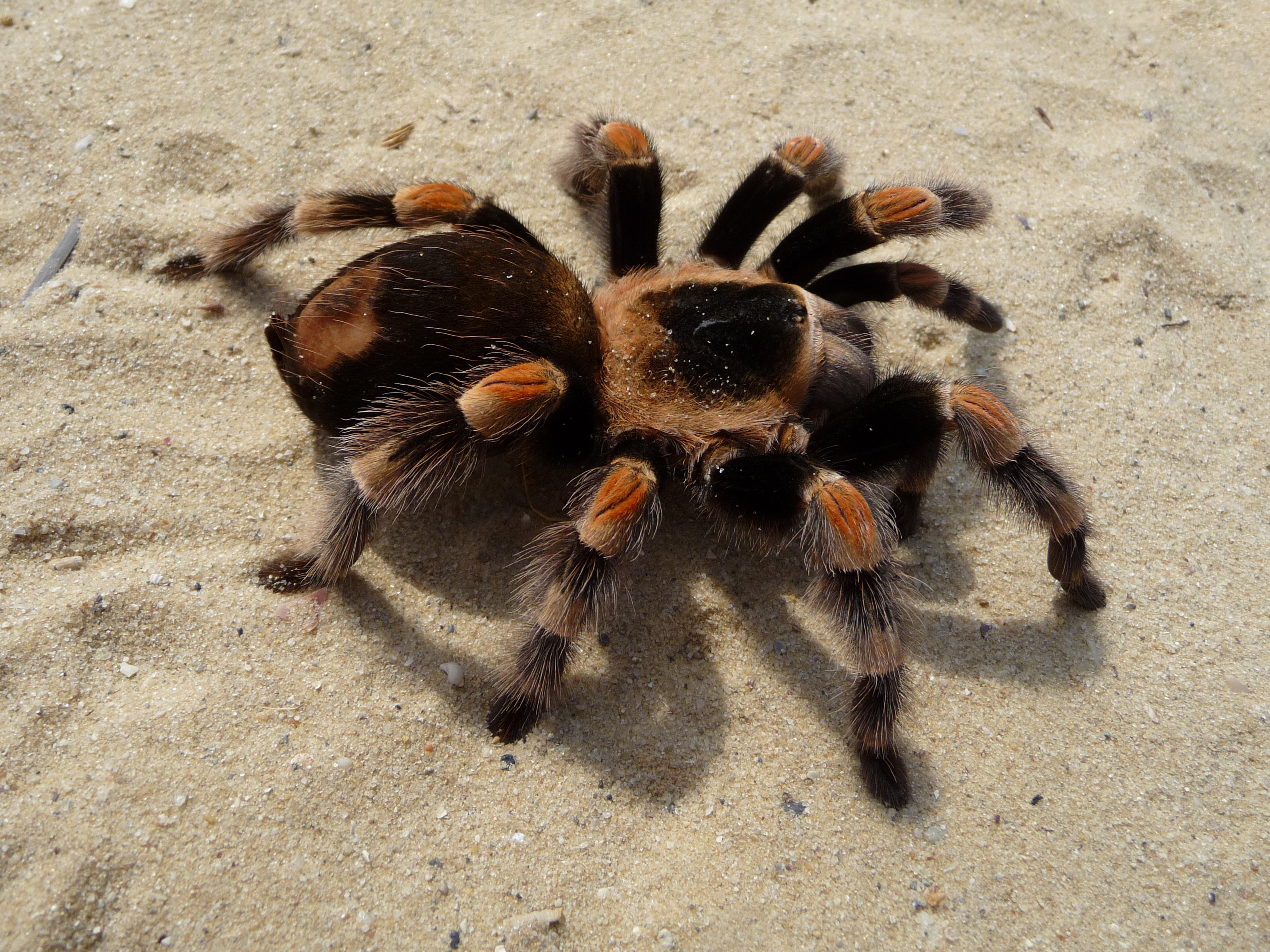
독액을 재생하는 거미강

### 절지동물문
절지동물은 자절에 따라서 부속지들을 재생한다고 알려져있다. 절지동물 사이에서의 재생은 탈피에 의해 제한되는데, 불완전변태를 하는 곤충들은 최종탈피를 할 때까지만 재생능력이 있는 반면, 대부분의 갑각류는 일생 동안 재생을 할 수 있다. 탈피주기는 절지동물에서 호르몬으로 조절되는데, 예정보다 이른 탈피는 자절에 의해서 유도되기도 한다. 불완전변태 곤충과 갑각류에서 일어나는 부속지 재생 기작들은 진화적인 관전에서 매우 높은 수준으로 보존되어있다. 수족재생을 하는 두 분류군 모두 전처리(proecdysis) 중에 나타나는 절단된 수족의 재생하는 자절 이후에 블라스테마를 형성한다. 전갈을 포함하는 거미강은 그들의 독액을 재생한다고 알려져 있다. 이 때, 재생된 독액의 구성은 본래의 독액과 구성이 다른데, 이는 독액의 재생동안 활성 단백질들이 미처 채워지기 전에 독액이 대체되기 때문이다.

### 극피동물문
조직재생은 극피 동물에서 만연해있고, 불가사리, 해삼, 성게에서 잘 조사되었다. 극피 동물의 부속지 재생은 19세기부터 연구되어왔다. 부속지 뿐만 아니라, 일부 종들은 내부 장기와 중추신경계의 일부를 재생할 수 있다. 부상에 반응하여 불가사리는 손상된 부속지를 자절할 수 있다. 자절은 자신의 몸을 스스로 절단하는 현상을 말한다. 정도에 따라서 불가사리는 4주간의 부속지 재생 과정을 겪는다. 일부 종들은 에너지가 필요하기 때문에 재생을 위해서 입세포들을 유지해야만 한다. 현재까지 연구된 바에 따르면, 모든 종들에서 가장 먼저 재생되는 기관은 소화관과 연관되어 있는데, 해삼에서 대부분의 내장 재생의 지식들은 이를 뒷받침한다.

### 척삭동물문

#### 연골어류(연골어강)

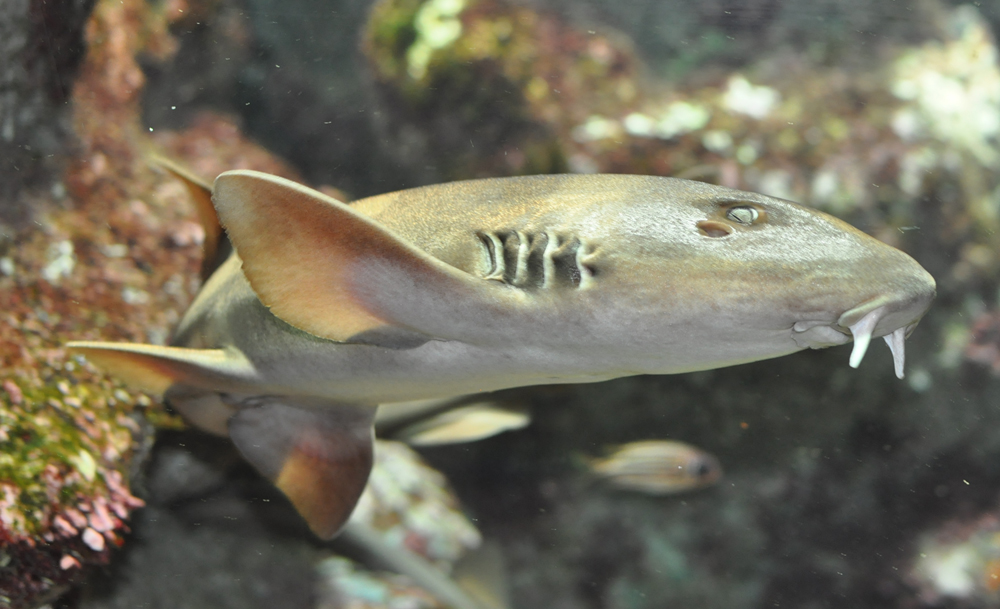
간 재생능력이 있는 얼룩상어

연구에 따르면 일부 연골어강은 세포 재생을 통한 로돕신 재생, MicroRNA 기관 재생, 치아 생리적 치아 재생, 및 회복적 피부 재생이 일어난다. 로돕신 재생은 가오리와 홍어에서 연구되었다. 완전한 광표백 후, 로돕신은 망막에서 2 시간 이내에 완전히 재생 될 수 있다. 흰 얼룩상어는 간의 3 분의 2 이상을 재생 할 수 있으며, 이 현상은 xtr-miR-125b, fru-miR-204, has-miR-142-3p_R- 이 3 개의 MicroRNA와 연관되어있다. 한 연구에서 간의 3 분의 2가 제거되었고 24 시간 내에 간의 절반 이상이 간 비대가 일어났다. 표범 상어는 생리적 재생의 일환으로 매 9-12 일마다 치아를 대체한다. 이는 상어 치아가 뼈에 붙어 있지 않고 대신 뼈 구멍 내에서 발생하기 때문에 가능하다. 상어는 평균적으로 일생 동안 약 30,000에서 40,000 개의 치아를 잃는 것으로 추정된다. 일부 상어는 손상 후 비늘과 피부를 재생시킬 수 있다.  피부에 상처를 입은 후 2 주 안에 점액이 상처로 분비되어 치유 과정이 시작된다. 한 연구에 따르면 상처 부위의 대부분이 4 개월 이내에 재생된 것을 확인했지만, 재생 부위도 높은 정도의 변이를 가짐을 확인했다.

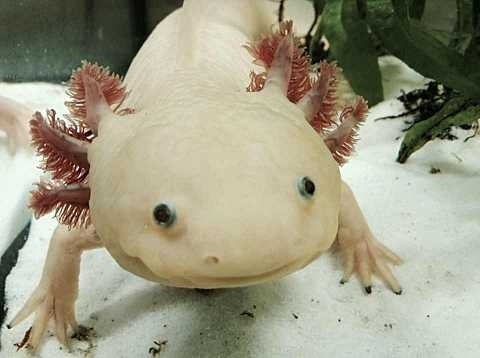
사지를 포함한 다향한 기관을 재생할 수 있는 아홀로틀

#### 양서류(양서강)
아홀로틀과 영원에서 수족절단은 깊게 연구되었다. 도롱뇽이나 영원 같은 유미목 양서류는 네발동물 중에서 가장 높은 재생수준을 보여준다. 이를테면, 그들은 수족, 꼬리, 턱, 망막, 형태발생적 재생을 통해 완전히 재생하여 새로운 조직으로 기능적인 교체를 한다. 도롱뇽 수족 재생은 두개의 과정으로 일어난다. 먼저 국지적인 세포들이 상처부위에서 블라스테마를 형성하기 위해 전구세포로 분화한다. 이어서, 블라스테마 세포들은 배아발생과정에서 전개되는 유전자 기작을 사용하여 분열, 유형화, 분화, 성장을 한다. 궁극적으로 블라스테마 세포들은 새로운 구조를 위한 모든 세포들을 생성한다.
절단 이후, 표피세포는 이동해서 그루터기를 1-2 시간 내로 덮어서 상처상피조직(wound epithelium)을 형성한다. 표피세포들은 상처상피조직위로 계속 이동하여 첨단상피덮개(apical epithelial cap)라는 두껍고, 특화된 신호 중추를 형성한다. 이 후 며칠동안 그루터기 조직 아래에서는 변화가 일어나 블라스테마가 형성된다. 블라스테마가 형성됨에 따라 HoxA, HoxD와 같은 혹스 유전자들이 배아에서 수족이 형성될 때처럼 활성화된다. 수족의 말초 끝(손이나 발)의 위치적 정체성은 블라스테마에서 가장 처음 형성된다. 그루터기와 말초 끝 사이의 중간 위치적 정체성은 사이끼움(intercalation)이라는 현상을 통해서 메워진다. 운동신경, 근육, 혈관은 팔다리가 재생할 때 성장해서 절단 이전의 상황과 같이 연결들이 다시 만들어진다. 이 과정에 걸리는 시간은 동물의 나이에 따라 달라지는데, 성체에서는 한 달에서 세 달 정도 걸쳐서 수족이 완전히 기능을 갖춘다. 오스트리아의 모나쉬 대학의 Regenerative Medicine Institute의 연구자들은 세포 파편들을 다 먹는 대식세포가 제거될 때, 도롱뇽은 재생능력을 잃어버리고 대신 흉터가 남는 조직을 형성한다는 연구를 출판했다.
역사적으로 몇몇 연구자들이 수족 재생을 연구했음에도, 주목할만한 진보는 근래에 유형성숙하는 양서류인 아홀로틀(Ambystoma mexicanum)을 모델동물로써 구축하면서 이루어졌다. 이 과정은 다른 분야에서 유전학, 생물정보학, 체세포 유전자 주입이 발전함에 따라 아홀로틀에서 일어나는 수족재생과 같은 중요한 생물학적 특성에 대한 기작들을 연구할 수 있는 기회를 제공했다.
Ambystoma Genetic Stock Center (AGSC)는 National science Foundation에서 후원하는 아홀로틀의 살아있는 저장물 수집을 함에 따라 스스로 유지되고, 번식하는 무리를 관리하는 단체이다. 미국의 켄터키 대학에 있는 AGSC는 미국뿐만 아니라 세계의 연구소에 유전적으로 특성이 잘 정립된 도룡뇽의 배아, 유생, 성체를 공급하는데 헌신하고 있다. 미국국립보건원에서 설립한 NCRR 수여를 통해서 최초의 양서류 유전자 지도와 여러 주석이 달린 분자적 데이타베이스들, 그리고 연구 커뮤니티 웹 포털을 만들게 한 도룡뇽의 발현된 시퀀스 표지 데이타베이스와 도롱뇽 유전체 프로젝트를 설립할 수 있게 되었다.
개구리목은 배아발생중에만 수족을 재생할 수 있다. 수족 골격의 발생이 끝나면 재생은 더 이상 일어나지 않는다. 아프리카발톱개구리는 절단 이후에 연골성 스파이크가 자란다. 활성산소종은 개구리목 유생에서 재생의 반응으로서 필요하다고 보여진다. 활성산소의 생성은 다른 계에서의 재생에도 연관되어 있는 Wnt 신호전달체계의 활성화에 필수적이다. 도롱뇽의 수족재생은 크게 2 가지 과정을 통해 일어난다. 먼저, 성체 세포들은 역분화를 하여 전구세포로 변해서 각 세포들이 유래된 부분의 조직을 대체한다. 이어서 이런 전구세포들은 잃어버린 구조가 완전히 대체될 때까지 분열하고 분화한다.

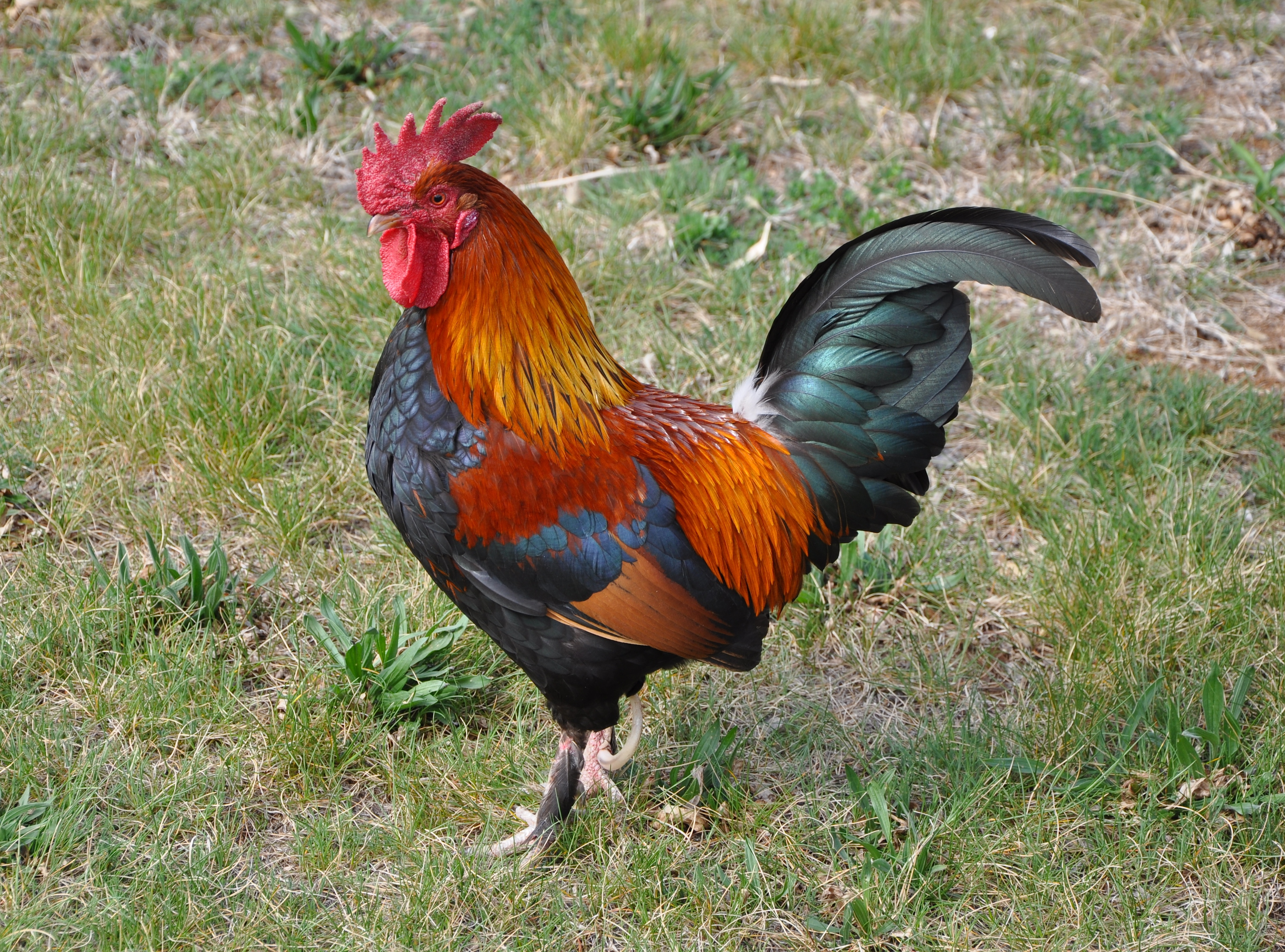
재생실험에 사용되는 수탉

#### 조류(조강)
연구가 많이 되지 않았기에 아직까지 조류의 성체는 매우 제한된 재생능력을 가진 것으로 알려져있다. 수탉에 관한 일부 연구들은 새들이 적절하게 수족의 일부를 재생할 수 있다고 제안되었고, 동물의 나이, 손상 조직과 다른 근육 간의 상호 관계, 재생 작동의 종류와 같이 재생이 일어나는 조건에 따라서 어떤 근육 골격 구조들의 완전 재생이 수반될 수 있다고 제안한다. 웨버와 골드스미스(1909)는 거위와 오리는 부리가 일부 잘렸을 때 재생되는 것을 발견했고, 시도로바(1962)는 수탉의 간비대를 통해서 간 재생을 관찰했다. 새는 소음 손상과 이독성 약을 통한 손상에 따라서 그들의 달팽이관에 있는 털세포를 재생할 수 있다. 이런 증거들에도 불구하고 최근의 연구들은 새들에서의 반복적인 재생이 배아 발생 시기에 국한되어 있다고 제안한다. 여러 분자생물학기술로 세포 경로를 조작하여 닭의 배아에서 성공적으로 자발적인 재생이 일어나도록 만들었다. 예를 들어 창 절제술이나 절편 절제술을 이용해 닭 배아의 팔꿈치 관절의 일부를 제거하는 것과 관절 조직 특이 마커들과 연골 마커들을 비교하는 것을 통해, 창 절제술은 20 개 중 10 개에서 수족 재생과 발생에서 나오는 것과 유사한 관절 유전자를 발현하는 것을 보였다. 반면에 절편 절제술은 연골 마커의 발현으로 유도되는 골격 요소의 융합 때문에 관절의 재생을 유도하지 못했다.
포유류에서 보이는 털의 생리학적 재생과 유사하게 새들은 손상된 깃털을 수리하거나 깃털을 이용해 짝을 매혹하기 위해서 깃털을 재생할 수 있다. 일반적으로 번식기와 연관되어 있는 계절의 변화는 새의 깃털 재생을 시작하게 하는 호르몬 신호로 자극된다. 이는 실험적으로 로드아일랜드닭에서 갑상선 호르몬을 이용해 유도되었다.

#### 파충류(파충강)
파충류에서의 재생 능력과 정도는 종마다 다르지만, 가장 주목할 만하고 잘 연구된 재생은 도마뱀의 꼬리 재생이다. 도마뱀 뿐만 아니라, 악어의 꼬리와 상악골에서 재생이 관찰되었으며 성체의 신경 발생도 보였다. 뱀에서는 꼬리 재생이 관찰되지 않았다. 도마뱀은 파충류 중에서 가장 높은 재생 능력을 가지고 있다. 자절이 일어난 후, 새로운 꼬리의 형태발생적 재생은 기능적, 형태적으로 유사한 구조를 만드는 블라스테마를 통해 진행된다.

#### 포유류(포유강)

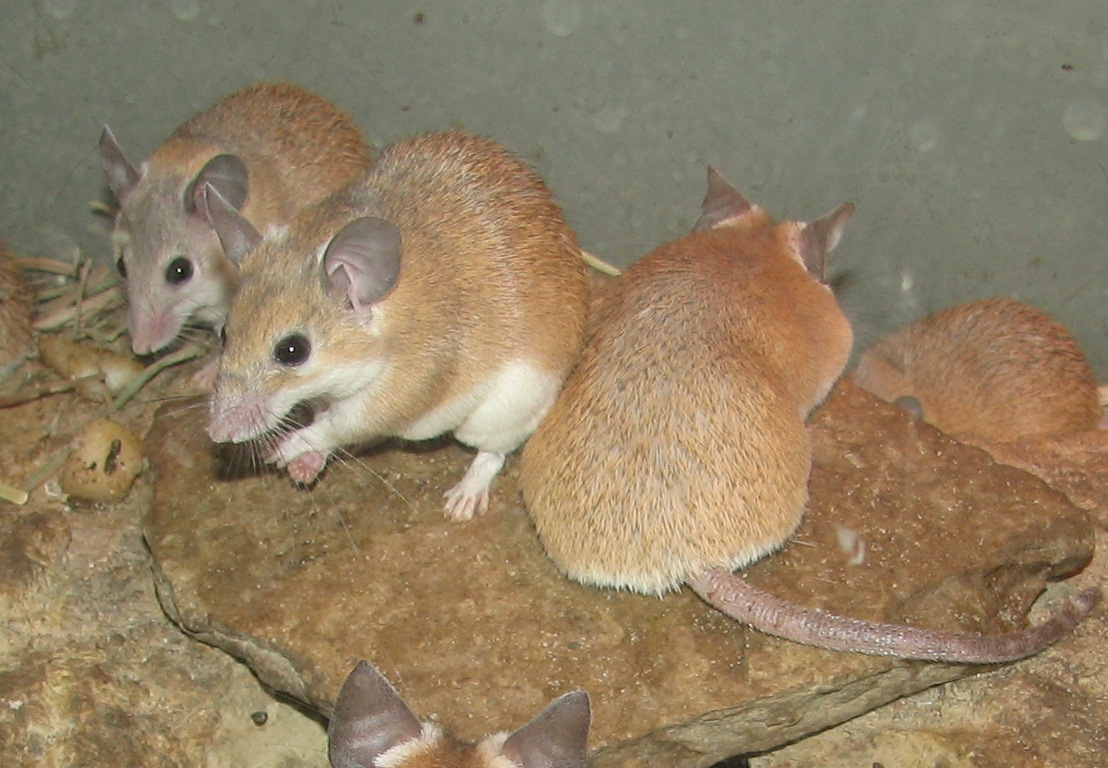
피부, 연골, 신경, 근육을 재생할 수 있는 가시생쥐(사진은 Acomys cahirinus)

포유류는 세포 및 생리적 재생이 가능하지만 일반적으로 포유류는 전반적으로 회복적 재생 능력이 낮다.포유류의 생리적 재생의 예는 피부 일부를 재생하는 상피재생, 적혈구 대체, 녹용 재생 및 모발 재생이 있다. 수컷 사슴은 매년 1 월에서 4 월 사이에 뿔을 잃고, 생리적 재생으로 뿔을 재생할 수 있다. 사슴 뿔은 매년 다시 성장할 수 있는 포유류의 유일한 부속지이다. 포유류에서는 회복적 재생이 드문 현상이지만 완전히 없는 현상은 아니다. 많이 연구된 재생은 네일 베드의 첨단에 있는 손가락 끝의 재생이다. 토끼, 피카 및 아프리카 가시 쥐에서도 회복적 재생이 관찰되었다. 2012년에 연구원들은 Acomys kempi와 Acomys percivali의 두 가지 아프리카가시쥐가 자절로 방출되거나 손상된 조직을 완전히 재생시킬 수 있음을 발견했다. 이 종들은 모낭, 피부, 땀샘, 털 및 연골을 재생할 수 있다. 뿐만 아니라, 후속 연구는 Acomys cahirinus가 귓바퀴에서 피부와 절제된 조직을 재생시킬 수 있음을 증명했다.
이러한 연구결과가 있음에도 불구하고, 성체 포유류는 대부분의 척추동물 배아 혹은 유생, 성체 도롱뇽 및 물고기에 비해 재생 능력이 제한적이라는 사실이 일반적인 동의된다. 그러나 전기적 자극을 이용한 로버트 배커의 재생 치료법은 일반적으로 쥐와 포유류에 대해 유망한 결과를 보여 주었다.
일부 연구자들은 또한 MRL 실험쥐 혈동이 향상된 재생 능력을 나타낸다고 주장했다. 상처없이 치유되는 MRL 실험쥐와 치유가 잘 안되는 C57BL / 6 실험쥐 혈통 차등 유전자 발현을 비교 한 연구를 통해 MRL 실험쥐와 다른 실험쥐 사이의 치유 과정에서 구별되는 36 개의 유전자를 확인했다. 이 동물들의 재생 과정에 대한 연구는 인간에서 재생을 활성화하는 방법을 발견하는 것을 목표로 하고, 이와 같은 연구에는 p21 유전자의 불활성화의 연구가 있다.  그러나 최근의 연구에 따르면 MRL 실험쥐의 귓바퀴는 재생하는 것이 아니라 최초에 주장했던 것처럼 흉터 조직으로 작은 구멍을 덮는 것으로 확인되었다.
MRL 실험쥐는 심근 경색으로부터 보호되지 않다. 성체 포유류에서 심근세포들은 거의 모두 G0기로 분화되어있기 때문에 성체 포유류의 심장 재생은 제한적이다. MRL 실험쥐는 심장 마비 후 정상적인 생쥐와 같은 정도의 심장 손상과 상처 형성을 보인다. 그러나 최근의 연구는 항상 이런 현상이 나타나는 것이 아니고, MRL 실험쥐가 심장 손상 후 재생 될 수 있다는 증거를 제시한다.

##### 인간
인체에서도 손실된 조직 또는 기관의 재생이 연구되고 있다. 피부와 같은 일부 조직은 꽤 쉽게 재생한다. 다른 조직들은 재생 능력이 거의 없거나 전혀 없는 것으로 생각되었지만, 지속적인 연구를 통해 다양한 조직과 기관의 재생이 희망이 있음이 밝혀지고 있다. 인간의 방광, 질 및 음경도 재생한다.
모든 동물과 마찬가지로, 인간은 생리적 재생 (즉, 상처 때문이 아닌 항상성을 유지하는 동안의 세포 대체)이 가능하다. 예를 들어, 적혈구 생성을 통한 적혈구의 생리적 재생은 골수에서 조혈 줄기 세포로부터의 적혈구의 성숙으로 일어나고, 이어서 적혈구가 혈류에서 약 90 일 동안의 순환을 하고 최종적으로 비장에서 세포 사멸이 일어난다. 생리적 재생의 다른 예는 여성의 생리주기 동안 다양한 수준의 에스트로겐과 프로게스테론의 순환의 반응으로 자궁 내막이 허물어지고 두꺼워지는 현상이 있다.
하지만 부상에 대한 반응으로 발생하는 회복적 재생능력은 인간에서 제한되어 있다. 인간에서 가장 많이 연구된 재생 중 하나는 간 손상 후 일어나는 간 비대이다. 예를 들어 간 절제술을 시행하면, 간의 원래 질량은 부분 간 절제술 후 제거된 간의 양에 정비례하여 다시 만들어지는데, 이는 체내에서 오는 신호가 양성적 혹은 음성적으로 원하는 질량이 될 때까지 간의 크기를 정확하게 조절한다는 것을 나타낸다. 이 반응은 세포 재생으로 생각되는데, 이 세포 재생을 통해 기능과 질량이 존재하는 성숙한 간세포의 분열에 의해서 재생되지만, 온전한 간의 형태로는 회복되지 않는다. 이 과정은 성장 인자와 사이토카인에 의해 조절되는 경로에 의해 이루어진다. 염증과 재생의 정상적인 순서는 암에서 제대로 작동하지 않는다. 특히, 세포의 사이토카인 자극은 세포 기능을 변화시키고 면역 반응을 억제하는 유전자의 발현을 유도한다.
성인의 신경 발생 역시 세포 재생의 한 형태이다. 예를 들어, 해마 뉴런 재생은 정상적인 성인에서 연간 뉴런의 1.75 %의 전환률로 발생한다. 심장 근육 세포 재생은 정상적인 성인에서 일어난다는 것이 확인되었고, 특히 심근경색과 같은 급성 심장 손상 후 성인에서 더 높은 비율로 발생한다. 심근경색 후 성인 심장근육에서조차도, 세포분열은 손상 부위 주변의 근육세포의 약 1 %에서만 발견되며, 이는 심장 근육의 기능을 회복시키기에 충분하지 않다. 하지만 이는 심장근육세포의 재생, 이어서 심장근육의 재생이 유도될 수 있다는 것을 의미하므로 재생의약품의 목표로서 중요할 수 있다.
회복적 재생의 또다른 예는 손톱 지대 말초에 있는 지근의 절단 이후에 발생하는 손가락 끝 재생(특히 어린이에서), 척추측만증 치료를 위한 절골술 이후에 발생하는 갈비뼈 재생(부분적 재생이고, 1년 이상이 걸릴 수 있음)이 있다.
인간에서 재생의 또 다른 예는 정관에서 발생하고, 정관수술 이후에 발생하면 정관수술실패를 초래한다.

## 같이 보기
- 자절
- 재생의학
- 신경재생
- 형태발생적 재생
- 재구성적 재생
- 다환치성 동물

## 참고 문헌
- Tanaka EM (October 2003). “Cell differentiation and cell fate during urodele tail and limb regeneration”. 《Current Opinion in Genetics & Development》 13 (5): 497–501. doi:10.1016/j.gde.2003.08.003. PMID 14550415.
- Nye HL, Cameron JA, Chernoff EA, Stocum DL (February 2003). “Regeneration of the urodele limb: a review”. 《Developmental Dynamics》 226 (2): 280–94. doi:10.1002/dvdy.10236. PMID 12557206.
- Yu H, Mohan S, Masinde GL, Baylink DJ (December 2005). “Mapping the dominant wound healing and soft tissue regeneration QTL in MRL x CAST”. 《Mammalian Genome》 16 (12): 918–24. doi:10.1007/s00335-005-0077-0. PMID 16341671.
- Gardiner DM, Blumberg B, Komine Y, Bryant SV (June 1995). “Regulation of HoxA expression in developing and regenerating axolotl limbs”. 《Development》 121 (6): 1731–41. PMID 7600989.
- Torok MA, Gardiner DM, Shubin NH, Bryant SV (August 1998). “Expression of HoxD genes in developing and regenerating axolotl limbs”. 《Developmental Biology》 200 (2): 225–33. doi:10.1006/dbio.1998.8956. PMID 9705229.
- Putta S, Smith JJ, Walker JA, Rondet M, Weisrock DW, Monaghan J, Samuels AK, Kump K, King DC, Maness NJ, Habermann B, Tanaka E, Bryant SV, Gardiner DM, Parichy DM, Voss SR (August 2004). “From biomedicine to natural history research: EST resources for ambystomatid salamanders”. 《BMC Genomics》 5 (1): 54. doi:10.1186/1471-2164-5-54. PMC 509418. PMID 15310388.
- Andrews W (2008년 3월 23일). “Medicine's Cutting Edge: Re-Growing Organs”. 《Sunday Morning》 (CBS News). 2013년 9월 14일에 원본 문서에서 보존된 문서. 2020년 6월 17일에 확인함.

## 추가 문헌
- Kevin Strange and Viravuth Yin, "A Shot at Regeneration:  A once abandoned drug compound shows an ability to rebuild organs damaged by illness and injury", Scientific American, vol. 320, no. 4 (April 2019), pp. 56–61.